# Modicogryllus vicinus
Modicogryllus vicinus är en insektsart som först beskrevs av Lucien Chopard 1938.  Modicogryllus vicinus ingår i släktet Modicogryllus och familjen syrsor. Inga underarter finns listade i Catalogue of Life.